# Satellitenbeobachtung
Die Beobachtung künstlicher Erdsatelliten dient vor allem der genauen Bestimmung ihrer Bahnen um die Erde. Diese Bahnbestimmung ist die Voraussetzung für die Nutzung der Satelliten in Wissensgebieten wie Erdbeobachtung (Fernerkundung), Geografie und Biologie, Satelliten-Navigation und Satellitengeodäsie, Materialkunde und vielen anderen. Die Beobachtung erfolgt überwiegend durch terrestrische Satellitenstationen, aber auf sehr unterschiedliche Weise.
Als Satellitenbeobachtung werden bisweilen auch Messungen an Bord von Satelliten bezeichnet, welche der Fernerkundung der Erdoberfläche oder astronomischen Messungen von Himmelskörpern dienen.

## Beobachtungsmethoden nach Prinzip
Die Messungen können durch geometrische oder physikalische Verfahren erfolgen:
- durch Winkelmessung mit Teleskopen, mit Kameras oder durch Interferometrie
- durch Entfernungsmessung mit Laserstrahlen oder Funkwellen
- durch Messung von Geschwindigkeiten, meist mittels Dopplereffekt
- durch Analyse von Bahnstörungen, die aus obgenannten Methoden errechnet werden
- durch Messung von Schweregradienten und Beschleunigungen im Satelliten selbst.

## Methoden nach beobachteter Wellenlänge
Oft werden die Beobachtungsmethoden auch nach der Wellenlänge des gemessenen Signals eingeteilt.

### Beobachtung im Bereich optischer Wellenlängen
Überwiegend erfolgt sie im sichtbaren Licht, was auch der Reihenfolge der technischen Entwicklung entspricht. Nur vereinzelt wird im nahen UV bzw. Infrarot gemessen, wofür die optischen Satellitenteleskope ebenfalls geeignet sind.
- Optische Richtungs- bzw. Winkelmessung mit lichtstarken und rasch schwenkbaren Messfernrohren. Diese sind – ähnlich einem Theodolit – mit Teilkreisen für die Richtung und den Höhenwinkel ausgestattet. Zwischen etwa 1955 und 1965 wurden dafür u. a. die Kinetheodolite und Fernrohre wie das Moonwatch-Teleskop entwickelt. Die auf mindestens 0,01 Sekunden nötige Zeitmessung erfolgt entweder durch automatische Registrierung oder manuell mit präzisen Stoppuhren und Zeitsignalsendern. Die Instrumente werden auf vorausberechnete Himmelspositionen gerichtet und folgen dann der Satellitenspur vor den Sternen. Es sind Methoden in Entwicklung, die auch Tagbeobachtungen ermöglichen.
- Visuell durch Beobachtung vor dem Sternhintergrund, was ein Fernrohr mit großem Gesichtsfeld erfordert. Dafür genügt schon ein einfacher Feldstecher, ergänzt um eine elektronische Stoppuhr und einen geeigneten Sternatlas.
- Fotografisch durch eine spezielle Satellitenkamera. Als ballistische Kamera ist sie während der Messung fest aufgestellt. Als Astrograf wird sie den Sternen nachgeführt (siehe äquatoriale Montierung), oder auf einer dreiachsigen Montierung dem Satelliten selbst. Für die dritte Methode wurden u. a. die Baker-Nunn und die Hewitt-Satellitenkamera entwickelt, in deren Steuerungscomputer die aktuellen Bahnelemente einzugeben sind.
- Entfernungsmessung mittels aktiver Laserteleskope. Sie senden einen stark gebündelten, monochromatischen Strahl zum Satelliten, der ihn reflektiert. Die empfangenen Fotonen lösen die Messung eines Zeitintervallzählers aus, der beim Aussenden des Laserstrahls gestartet wurde. Durch diese Laufzeitmessung wird im Prinzip (d. h. nach Abzug einiger Korrektugrößen) die momentane Entfernung zum Satelliten bestimmt.
  - Vereinzelt wird auch der reflektierte Laserstrahl vor dem Sternhimmel fotografiert.

### Beobachtung mittels Funkwellen
Auch hier sind die Messmethoden vielfältig. Die älteste ist die Funkpeilung, mit der vor allem die vorläufigen Bahnen der ersten Erdsatelliten – möglichst rasch nach dem Satellitenstart – bestimmt wurden. Genauere Verfahren sind:
- Richtungsmessung mittels Funkwellen-Interferometrie, etwa beim Minitrack-Netz der USA (inzwischen stillgelegt)
- Richtungsmessung mittels rasch drehbarer Radioteleskope. Diese haben Antennen in Form von metallischen Parabolspiegeln, wodurch sie eine nutzbare Richtcharakteristik besitzen. Die Messgenauigkeit ist allerdings wesentlich geringer als bei den optischen Methoden (siehe oben). Außerdem sind Radioteleskope nur zur Einmessung höherer (langsamerer) Flugkörper geeignet, aber von großer Bedeutung zur Bahnbestimmung von Raumsonden zu anderen Planeten oder zu Kometen.

Vereinzelt wird auch mit zylindrischen Spiegeln gearbeitet, die den in der Flugsicherung verwendeten Radarantennen ähnlich sind. Die Radioteleskope beider Arten können nicht größer als etwa 50 Meter sein, weil sie wegen der hohen Winkelgeschwindigkeit der Satelliten (bis etwa 2° pro Sekunde) rasch beweglich sein müssen. Im Allgemeinen können sie neben der Richtung auch die genaue Distanz zur Raumsonde messen:
- Entfernungsmessung mittels Laufzeit des Funksignals. Als Zweiwegmessung wird die doppelte Laufzeit (hin und zurück) des von einem Transponder beantworteten Signals bestimmt. Beim Einweg-Verfahren muss hingegen das Zeitsystem am Boden und im Satelliten exakt synchronisiert sein.
- Pseudoranging, wie es bei GPS und den anderen GNSS-Systemen verwendet wird. Den Funksignalen sind Codes und Zeitmarken aufgeprägt, was bei synchronisierten Uhren im Satelliten und auf der Bodenstation eine hochpräzise Laufzeitmessung ermöglicht. Der kleine Restfehler wird …
- Geschwindigkeitsmessung mit Hilfe des Dopplereffekts, siehe z. B. das frühere Transit-NNSS-System der USA oder das moderne, weltweite DORIS-Netz Frankreichs.
- Entfernungsdifferenz durch Integration der Dopplerverschiebung – siehe auch Hyperbelverfahren

### Beobachtung mit weiteren Methoden
Dazu zählen vor allem
- die Satelliten-Alimetrie, eine Art Radarhöhenmessung zum Meeresspiegel,
- die Verfahren der Satellitengradiometrie, bei denen Unregelmäßigkeiten des Erdschwerefeldes im Niveau der Satellitenbahn bestimmt und analysiert werden,
- die satellitengestützte Beschleunigungsmessung mit Accelerometern – nach ähnlichem Prinzip wie die Inertialnavigation von Flugzeugen, und
- das Satellite-to-Satellite Tracking.

## Fachliteratur und Weblinks
- Kurt Arnold: Methoden der Satellitengeodäsie, Kap. 5 Beobachtungsmethoden. Akademie-Verlag, Berlin 1970
- Megan Donahue, Jeffrey Bennett et al.: Astronomie. Die kosmische Perspektive, Kapitel S1 (Messverfahren) und Kap. 6 (Teleskope). Hrsg. Harald Lesch, 5., aktualisierte Auflage 2010. Pearson Studium Verlag, München, ISBN 978-3-8273-7360-1.
- Günter Seeber: Satellite Geodesy: Foundation, Methods, and Application. De Gruyter, Berlin 1993, ISBN 3-11-012753-9; 2. Auflage 2003, ISBN 3-11-017549-5.
- Meyers Handbuch Weltall, Wegweiser durch die Welt der Astronomie. 1994 (7., überarbeitete Auflage), ISBN 3-411-07757-3.
- W. Steiner, M. Schagerl: Die Orbits künstlicher Erdsatelliten. In Raumflugmechanik: Dynamik und Steuerung, Springer-Verlag 2004, pp. 145–162
- S. Kern, D. Flocco et al.: Satellitenbeobachtung und numerische Modellierung von Küstenpolynjen in der Antarktis (zum 2. Themenkreis Fernerkundung), Meteorologentagung DACH 1. Band, COSIS pdf-Abstract 2007